# 24KZ (телеканал)

## История
Телеканал «Хабар 24» впервые вышел в эфир 1 сентября 2012 года в 00:00 под названием «24 KZ». Эфир на государственном языке открывал ведущий Дамир Аспан. На русском языке новости запускала ведущая Динара Саду. На первом этапе вещание обеспечивалось за счёт национальной сети эфирного цифрового и спутникового телевидения Otau TV. В 2013 году телеканал начал трансляцию на аналоговой частоте наземного телерадиовещания.
Программы телеканала включают передачи: «Зелёная экономика», «Агросектор», «Кабинеты», «Коммерческие тайны», «Стол переговоров», «Большие города», «Интервью», «Специальный репортаж», «Между строк», «Народные новости», «Әскер KZ», PROnet.
Новости и программы доступны на казахском и русском языках.
1 сентября 2016 года информационный канал «24KZ» вышел в эфир под новым названием «Хабар 24».
Агентство «Хабар» вместе с каналом «Хабар 24» являются партнёрами «Euronews Network».
Телеканал имеет мобильное приложение «Хабар 24» для операционных систем iOS и Android.
С 11 декабря 2023 года «Хабар 24» осуществил ребрендинг. Канал стал снова называться 24KZ.

## Спецпроекты
- «Дорожная карта бизнеса — 2025»
- «Пять социальных инициатив Президента»
- «Послание Президента РК Н.Назарбаева народу Казахстана»
- «Государственные программы»
- «Инфографика»
- «Рухани жаңғыру»
- «Статья Н.Назарбаева „Взгляд в будущее: модернизация общественного сознания“»
- «Новая индустриализация»
- «Манифест. „Мир. XXI Век“»
- «Реформы: 100 конкретных шагов»
- «100 новых лиц Казахстана»
- «Послание»
- «Послание 2020»

## Вещание
Телеканал транслируется всеми кабельными сетями Казахстана.

## Корреспондентская сеть канала
Региональная корреспондентская сеть: Актау, Актобе, Алматы, Аркалык, Астана, Атырау, Жезказган, Караганда, Кокшетау, Конаев, Костанай, Кызылорда, Павлодар, Петропавловск, Семей, Талдыкорган, Тараз, Уральск, Усть-Каменогорск, Шымкент, Туркестан.
Международная корреспондентская сеть: США, Бельгия, Германия, Турция, Россия, Китай, Южная Корея, Узбекистан.

## Руководители
Аксютиц Александр Владимирович (2012—2015)
Сеитмамыт Арман Балтабайұлы (2015—2018)
Горелик Ольга Феликсовна (2018—2019)
Горбачёва Алёна Валерьевна (2019—2022)
Адилова Айгуль Нурхановна (2022—2023)
Биркенов Жасын Ерсинович (2023 - по настоящее время)

## Награды
- Благодарность Президента Республики Казахстан в области средств массовой информации (23 июня 2017 года) — за значительный вклад в развитие отечественной телевизионной журналистики[1].
- Благодарность Президента Республики Казахстан в области средств массовой информации (25 июня 2024 года) — за всестороннее разъяснение государственной политики[2].